# Distretto di St. Paul River
Il distretto di St. Paul River è un distretto della Liberia facente parte della contea di Montserrado.